# Jørn Stubberud
, noto anche con lo pseudonimo di Necrobutcher (Oslo, 13 aprile 1968), è un bassista norvegese, cofondatore del gruppo black metal Mayhem.

## Biografia
Jørn Stubberud entra nella band nel 1984, contattato dal chitarrista e fondatore Euronymous (Øystein Aarseth). Milita con i Mayhem fino al 1991, lascia la band a causa di contrasti con Euronymous ma vi torna nel 1995 dopo l'uccisione del chitarrista. Necrobutcher è l'unico membro originale rimasto dalla fondazione del gruppo, in quanto il batterista Manheim lasciò i Mayhem rispettivamente nel 1988, e Aarseth venne assassinato nell'agosto 1993.
Ha fatto parte anche dei L.E.G.O., Kvikksølvguttene, Bloodthorn e Checker Patrol. Assieme al chitarrista dei Mayhem, Blasphemer, partecipa al documentario Metal: A Headbanger's Journey, in cui rilascia un'intervista in stato di ebbrezza. Nell'estate 2011 accetta di farsi esorcizzare durante il programma televisivo del predicatore statunitense Bob Larson.

## Discografia

### Album
- De Mysteriis Dom Sathanas (1994) (Songwriting)[1][2]
- Grand Declaration of War (2000)
- Chimera (2004)
- Ordo Ad Chao (2007)
- Esoteric Warfare (2014)
- Daemon (2019)

### EP
- Deathcrush (1987)
- Wolf's Lair Abyss (1997)

### Album dal vivo
- Live in Leipzig (1993)
- Dawn of the Black Hearts (1995)
- Mediolanum Capta Est (1999)
- Live in Marseille (2001)
- Live in Zeitz (2016)
- De Mysteriis Dom Sathanas Alive (2016)
- Live in Jessheim (2017)
- Live in Sarpsborg (2017)